# Palatul Bürger din Târgu Mureș
Palatul Bürger (în maghiară Bürger-ház) este un important monument de arhitectură din orașul Târgu Mureș. Este cunoscut și datorită faptului că în perioada comunistă a găzduit cel mai în vogă restaurant din oraș, „Cocoșul de Aur”. Figurează pe lista monumentelor istorice sub codul LMI:  MS-II-m-B-15542.

## Istoric și trăsături
Palatul a fost construit de un om de afaceri prosper din Târgu Mureș, berarul Albert Bürger, în anul 1897, la câțiva ani după fabrica de bere care îi aparținea. Reședința a fost construită în stil neobaroc, cu elemente secession și a avut această destinație până în preajma celui de-al doilea război mondial. După ce firma a intrat în faliment, clădirile berarului Bürger (palatul, fabrica de bere, un restaurant, o grădină de vară situată în fața Universității de Medicină și Farmacie din Târgu Mureș) au intrat în proprietatea băncii la care acesta era dator.
După venirea comuniștilor la putere proprietățile au fost naționalizate. În anii '50-'60, imobilul a fost folosit ca depozit de băuturi spirtoase, iar ulterior, în anii '70, a fost amenajat ca restaurant, cu cea mai în vogă grădină de vară din oraș din perioada comunistă. După Revoluție localul a fost închis și a început să se degradeze rapid. 
În 2014 clădirea a fost cumpărată de omul de afaceri Cosmin Pop. În 2019 a început renovarea imobilului, cu intenția de a-l transforma în hotel.

## Imagini

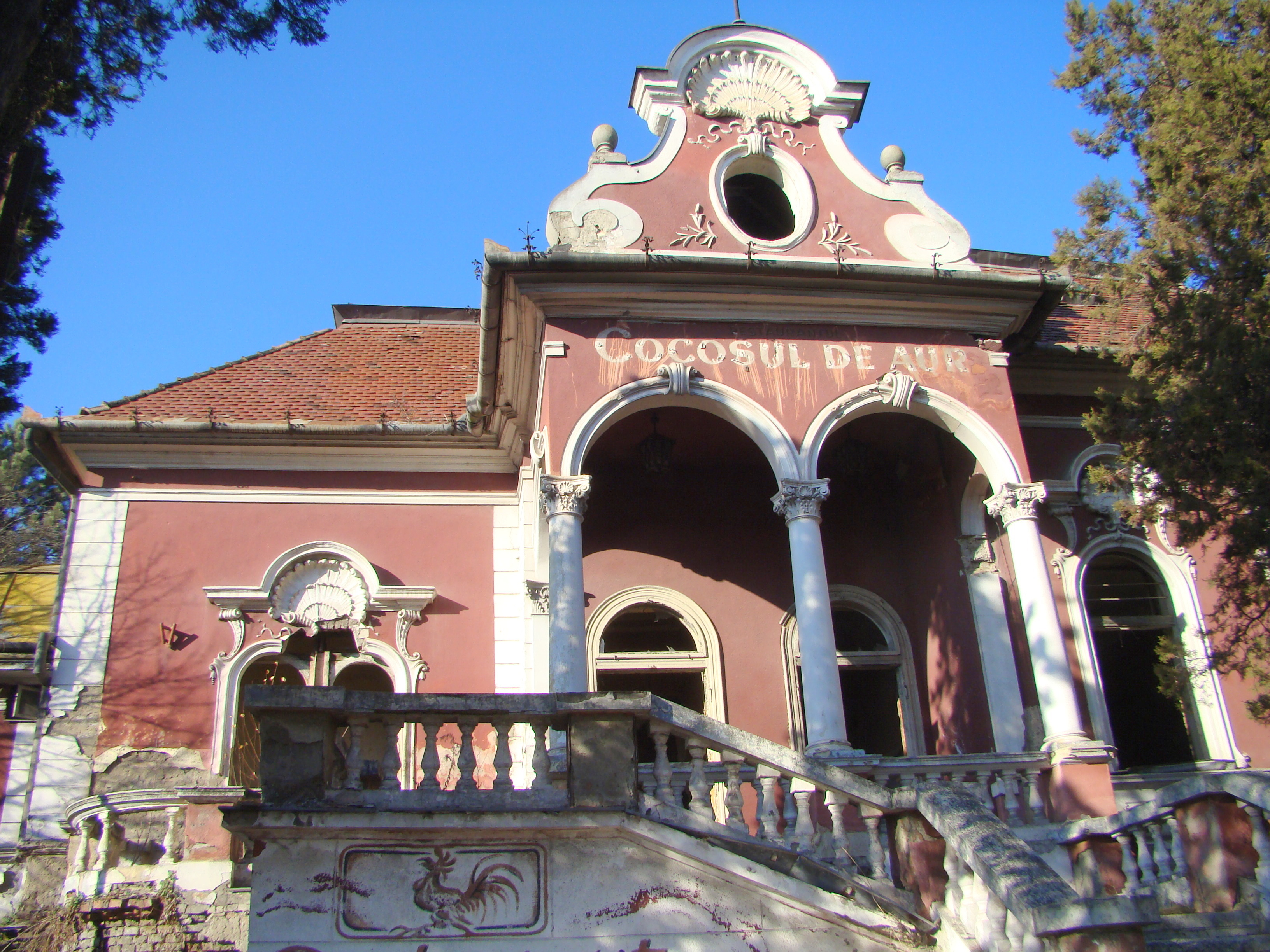
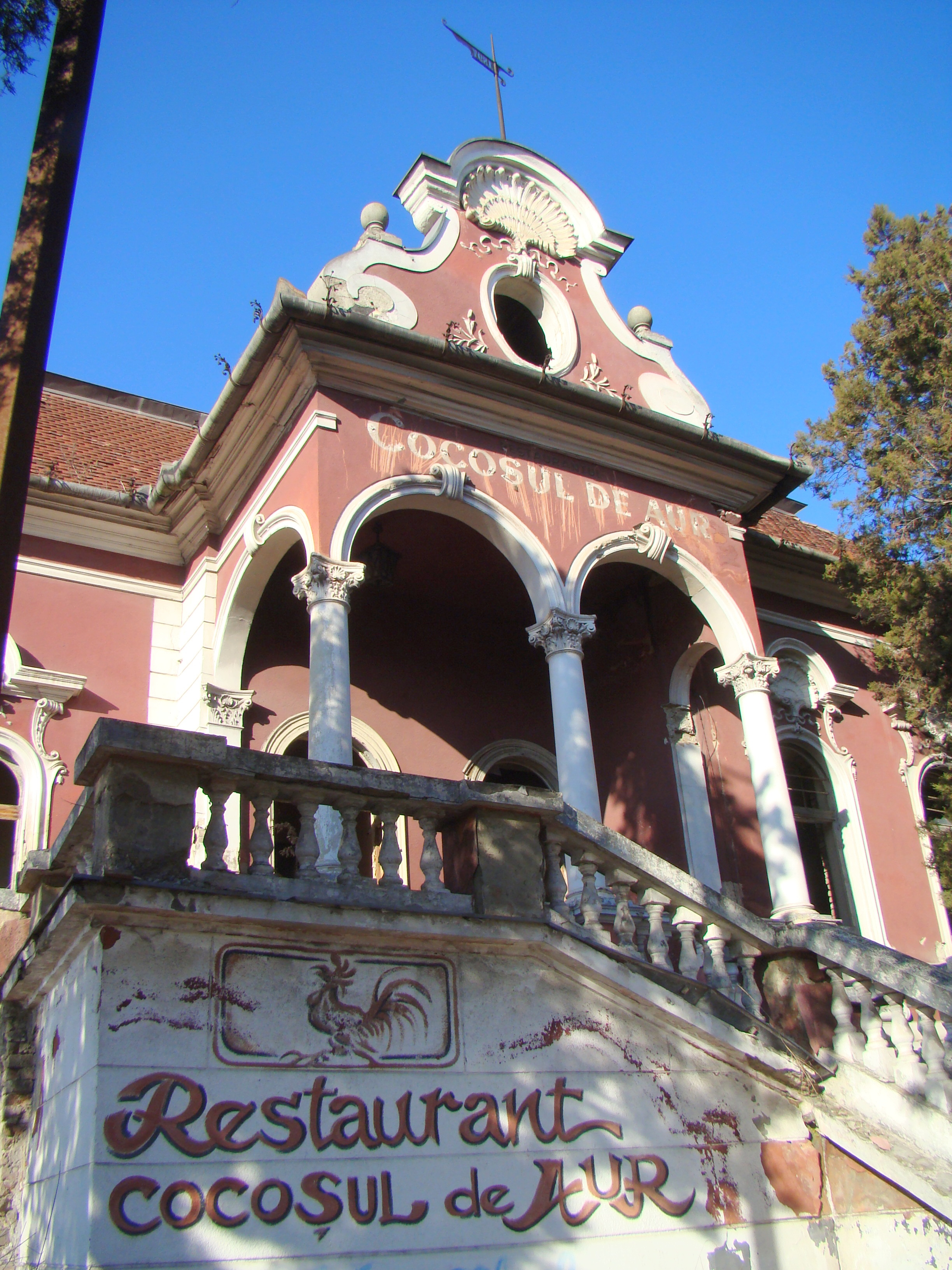
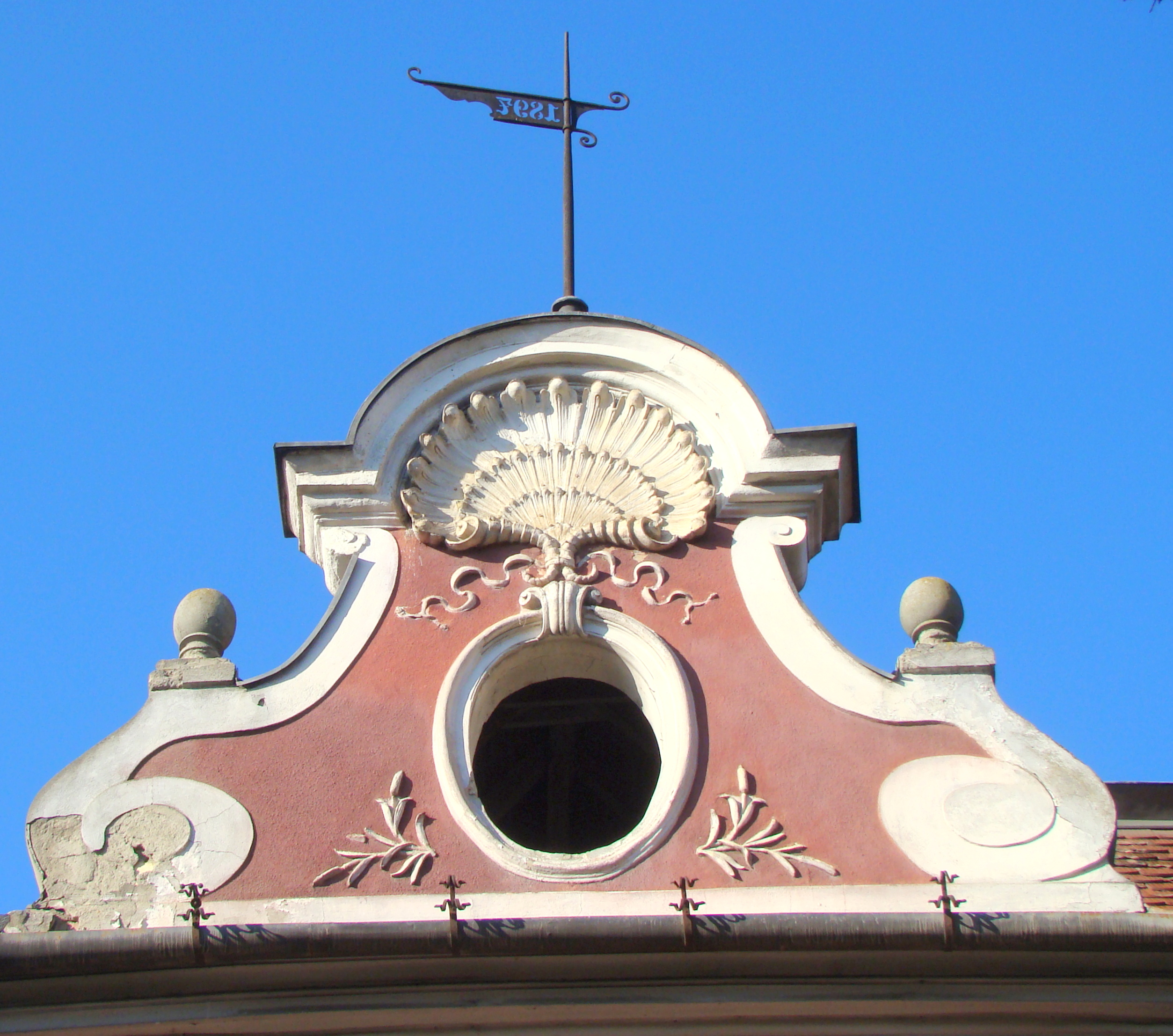
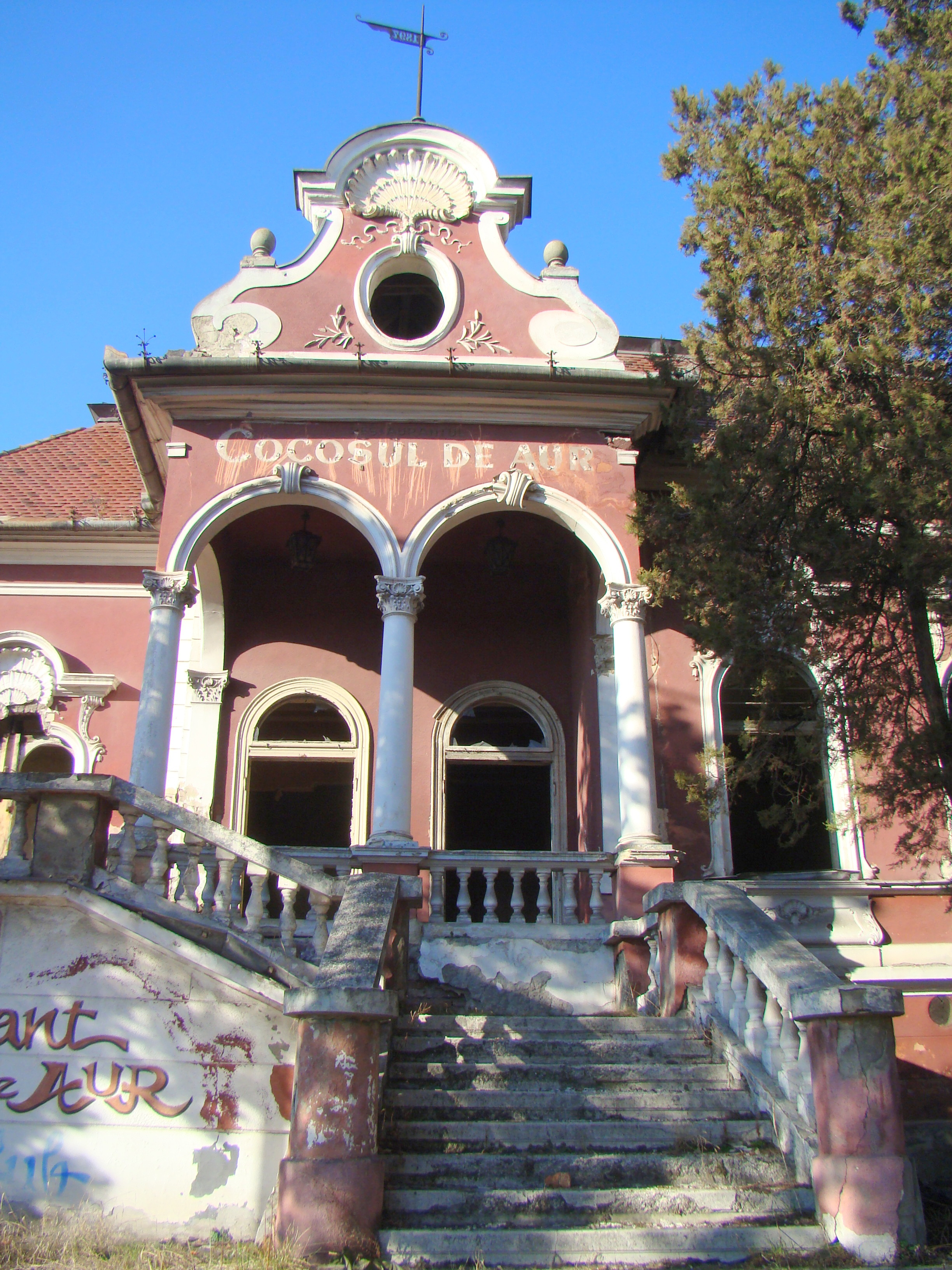